# Synclisis baetica
Synclisis baetica is een insect uit de familie van de mierenleeuwen (Myrmeleontidae), die tot de orde netvleugeligen (Neuroptera) behoort. 
Synclisis baetica is voor het eerst wetenschappelijk beschreven door Rambur in 1842.